# Svetlana Anastasovska
Svetlana Anastasovska-Obućina, född den 26 april 1961 i Belgrad i Socialistiska republiken Serbien, SFR Jugoslavien, är en  jugoslavisk före detta handbollsspelare.
Anastasovska vann  OS-guld i damernas turnering i handboll i samband med de olympiska handbollstävlingarna 1984 i Los Angeles. Hon spelade alla fem matcherna i det jugoslaviska lag som vann damernas handbollsturnering före Sydkorea och Västtyskland. Hon gjorde 13 mål i turneringen. Fyra år tidigare tog hon OS-silver i damernas turnering i samband med de olympiska handbollstävlingarna 1980 i Moskva. Jugoslavien slutade på andra plats efter Sovjetunionen. Anastasovska spelade samtliga fem matcher och gjorde tolv mål.
Svetlana Anastasovska deltog också vid OS 1988 i Seoul. Vid världsmästerskapen i handboll för damer 1982 vann hon bronsmedalj.  Hon spelade även VM 1986 då Jugoslavien slutade sexa. I sin klubbkarriär spelade hon för ORK Belgrad.

## Privatliv
Svetlana Anastasovska var gift med den tidigare serbiska handbollsspelaren och tränaren Bratislav Bata Obućina (1956—2022), med vilken hon har en dotter, Angela.